# Romeo (robot)
Pour les articles homonymes, voir Romeo.

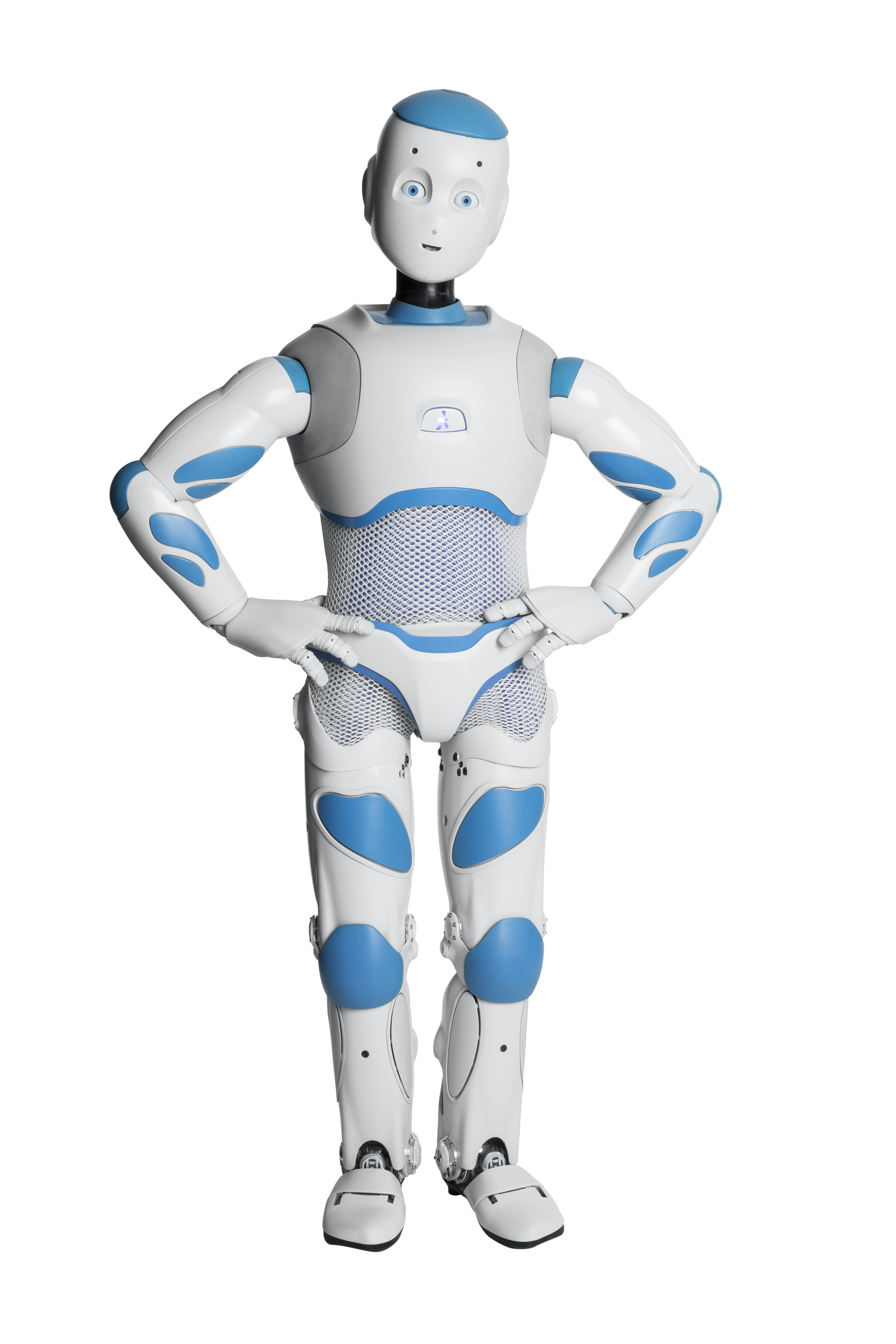
Le robot Romeo.

Romeo est une plateforme de recherche dont l'objectif est d'exploiter les solutions sur l'assistance aux personnes âgées ou en perte d'autonomie. Ce projet de recherche est piloté par SoftBank Robotics (anciennement Aldebaran) en collaboration avec des laboratoires de recherche et institutions françaises et européennes, financé par BPI France et labellisé par Cap Digital.

## Historique
En 2009, le projet est initié par Aldebaran Robotics. Il est supporté par le pôle de compétitivité Cap Digital. C'est un projet du Fond Unique Interministériel (FUI) financé par la DGCIS (Ministère de l’Économie et des Finances), la Région Ile de France et la Ville de Paris. Un premier prototype, au stade d'ébauche, a été présentée en février 2012 aux partenaires du projet,.
Lors de la première étape du projet (2009-2012), la plateforme physique de Romeo a été assemblée par SoftBank Robotics en deux versions. Des améliorations ont été apportées, notamment la modification de la colonne vertébrale, l'intégration de l'électronique dans la tête, l'utilisation d'un matériau plus solide pour les coques, l'optimisation du câblage des jambes et l'ajout des batteries.
Cependant, ces améliorations n'ont pas suffi pour répondre aux exigences des laboratoires. Un troisième cycle de conception a été lancé après la phase initiale pour finaliser les mains, les bras et l'architecture interne. Les actionneurs des jambes ont été optimisés en collaboration avec SoftBank Robotics pour la marche, et leur intégration dans l'exosquelette en carbone a été réalisée après 2012.
En 2013, le projet ROMEO, dans le cadre PSPC (Projet Structurant des Pôles de Compétitivité) financé par la Bpifrance, a pris le relais avec l’objectif d’évaluer, sur la durée, l’intérêt d’un robot assistant en environnement domestique.
Un autre projet, Robotex, piloté par l'INRIA et regroupant 15 partenaires, avait pour objectif en 2012 d'utiliser Romeo pour tester des algorithmes de vision robotique, permettant au robot de combiner préhension et déplacements. Le LAAS, par exemple, avait amélioré ses algorithmes de planification de mouvement pour intégrer des tâches complexes, comme l'ouverture d'une porte, nécessitant la coordination des mouvements de la porte, du bras du robot et de ses jambes. Par ailleurs, des travaux avaient été menés pour rendre les mouvements du robot plus « naturels », en s'inspirant davantage des gestes humains, afin de faciliter l'acceptabilité des grands robots humanoïdes dans notre environnement.
En parallèle, l'INRIA avait développé une approche de marche guidée par le regard, permettant au robot de réagir à des perturbations pendant la marche, et d'ajuster ses pas en conséquence. Une nouvelle allure de marche avait également été mise au point, exploitant la flexibilité des orteils de Romeo et permettant une oscillation verticale du bassin. Cette amélioration offrait au robot une marche plus naturelle et plus rapide, grâce à des pas plus grands, tout en limitant la vitesse et l’effort demandés aux moteurs. Ces principes ont d'ailleurs été utilisés par SoftBank Robotics pour optimiser la marche de NAO. Enfin, le LPPA avait travaillé sur un modèle probabiliste de l'équilibre, permettant de compenser l’imprécision des capteurs de Romeo et de NAO, et assurant une meilleure résistance aux perturbations extérieures,.

## Partenaires du projet
Il regroupe 16 partenaires :
- SoftBank Robotics (autrefois Aldebaran Robotics)
- All4Tech
- Voxler
- Spirops
- CEA List
- ARMINES - ENSTA ParisTech
- TELECOM ParisTech
- Association Approche
- Inria
- CNRS - LAAS
- CNRS - LIMSI
- CNRS - LIRMM
- Collège de France
- UMPC ISIR
- UVSQ LISV
- STRATE

## Caractéristiques prévues et fonctionnalité
Robot humanoïde mesurant 1,40 mètre, il doit être capable de se repérer face à des obstacles, de marcher, porter des objets, aider des humains à se relever, l'objectif étant qu'il puisse à terme être un robot d'assistance aux personnes dépendantes. Le développement complet nécessite la coopération non seulement de métiers tels que roboticiens, mais aussi à terme de psychologues, ergonomes ou sociologues pour qu'il puisse être accepté par des utilisateurs en accord avec la culture de chaque pays.